# Анрі Джохадзе
Анрі́ Джоха́дзе (груз. ანრი ჯოხაძე; нар. 6 листопада 1980 року, Тбілісі, СРСР) — грузинський співак, представник Грузії на пісенному конкурсі Євробачення 2012, що пройде в Баку. На конкурсі музикант виконав пісню «I'm a Joker», яка була представлена в другому півфіналі фестивалю. За результатами півфіналу, який відбувся 24 травня, композиція не пройшла до фіналу.